# Martín Fierro
Martín Fierro és un personatge de ficció, creació de l'escriptor José Hernández. La seva història és contada en dos llargs poemes, El gaucho Martín Fierro (1872) i La vuelta de Martín Fierro (1879). Jorge Luis Borges, per la seva banda, publica conte El fin (1944) en el qual desenvolupa els últims moments del gautxo.
Els poemes són obres fonamentals de la literatura argentina.